# 孔苏埃格拉
孔苏埃格拉（西班牙語：Consuegra），是西班牙卡斯蒂利亚-拉曼恰托莱多省的一个市镇。总面积359平方公里，总人口10225人（2001年），人口密度28人/平方公里。